# Jabal Ḑadnā
Jabal Ḑadnā är en kulle i Förenade Arabemiraten.   Den ligger i emiratet Fujairah, i den nordöstra delen av landet, 230 kilometer nordost om huvudstaden Abu Dhabi. Toppen på Jabal Ḑadnā är 66 meter över havet, eller 3 meter över den omgivande terrängen. Bredden vid basen är 0,09 km.
Terrängen runt Jabal Ḑadnā är lite kuperad. Havet är nära Jabal Ḑadnā österut. Närmaste större samhälle är Dibba Al-Fujairah, 13,0 kilometer nordväst om Jabal Ḑadnā.